# Skueproces
En skueproces er almindeligvis en betegnelse for offentligt førte retssager, hvor dommen allerede er blevet fastlagt i forvejen, og retssagen blot har det formål, at udstille den anklagede og fremvise dennes skyld for hele offentligheden. Udtrykket kendes på dansk i det mindste siden 1963.
Skueprocesser sættes i almindelighed i forbindelse med diktatoriske regimer, hvor styret har behov for at fjerne politiske modstandere eller kritikere af regimet. Disse folk anklages som oftest ved hjælp af gummiparagraffer som højforræderi, spionage, noget som de sjældent har mulighed for at forsvare sig imod.
De anklagede har i praksis ingen mulighed for at forsvare sig, og deres "tilståelse" er ofte i forvejen blevet opnået gennem afpresning eller tortur. Dommen er som regel også uforholdsmæssig hård og fastlagt allerede før retssagen.

## Berømte eksempler
De mest berømte historiske eksempler på skueprocesser er:
- Moskvaprocesserne mod Josef Stalins politiske modstandere under dennes "store udrensning" i 1930-erne. I løbet af disse processer blev næsten alle hans tidligere kollegaer, især de, der havde været nært knyttet til Stalins forgænger Lenin, ryddet af vejen. Det samme skete med en stor del af partiapparatet, hæren og flere millioner mennesker, der blev henrettet eller gik til grunde i Gulag-systemet.
- Efter samme model lod Stalin også gennemføre lignende processer i de sovjetiske satellitstater i Østeuropa.
- I Folkerepublikken Kina fandt i hvert fald indtil for nylig også sådanne processer sted. Her har myndighderne ført offentlige retssager mod stofsælgere og andre kriminelle for at vise, at staten har styr på lov og orden. Her er småkriminelle ofte blevet idømt lange fængselsstraffe og sågar dødsstraf for forholdsvis små forbrydelser.
- Retssager i Nazi-Tyskland havde også ofte karakter af skueprocesser.
- Af nogle er "Krigsforbryderdomstolen i Nürnberg" mod ledende nazister også blevet betegnet som en slags skueproces eller "sejrherrejustits". Det var kun nazister, der stod anklagede for krigens forbrydelser, mens ingen af de sejrende magter havde folk på anklagebænken.

## Udvidet betydning
Fra oprindeligt at have sigtet på retssager har udtrykket bredt sig til andre forhold, hvor formaliteter officielt overholdes selv om udfaldet også her er givet på forhånd, således eksempelvis en aktionærgeneralforsamling eller en offentlig høring